# Фрид, Наум Григорьевич
Наум Григорьевич Фрид (20 марта 1899, Курск, Российская империя — ?) — советский театральный деятель, режиссёр-постановщик, первый главный режиссёр Новосибирского театра оперы и балета (1944—1947).

## Биография
Родился 20 марта 1899 года в Курске. Окончил три курса Высшего технического училища (1919—1922) и одновременно обучался в актерской студии МХАТа, где получил режиссёрское образование. В 1922—1924 годах работал режиссёром-педагогом в мхатовской студии.
С 1925 по 1938 год — главный режиссёр, режиссёр-постановщик ереванского и ташкентского академических театров драмы, Белорусского театра юного зрителя (Минск), одесского  и киевского еврейских театров, Азербайджанского театра оперы и балета (Баку), Московского театра юного зрителя.
В 1939—1941 годах — ответственный режиссёр филиала Государственного академического Большого театра.
С 1944 по 1947 год занимал должность главного режиссёра Новосибирского театра оперы и балета. Внёс большой вклад в формирование его творческого коллектива и организацию сценической работы. 12 мая 1945 года поставил первый в истории театра спектакль — «Иван Сусанин» М. Глинки.

## Постановки в Новосибирском театре оперы и балета
- Иван Сусанин М. Глинки (12 мая 1945);
- Кармен Ж. Бизе (21 июля 1945);
- Севильский цирюльник Дж. Россини (17 февраля 1946);
- Пиковая дама П. Чайковского (8 июня 1946);
- Севастопольцы М. Коваля (28 марта 1947)[1].